# الوراق (حي)
الوراق حي من أحياء محافظة الجيزة بمصر، يسكنه حوالي مليون نسمة وتبلغ مساحته حوالي 17 كم². وقد صدر مؤخرا قرار السيد رئيس الوزراء رقم 1179 بتاريخ 4 مايو 2010 بتحويل الوراق إلى حي ضمن أحياء محافظة الجيزة.

## تقسيم ومعالم
ويضم هذا الحي الجديد مناطق (وراق العرب والحضر وجزيرة الوراق) ويقع حي الوراق على كورنيش النيل ويحيط به الطريق الدائري وكوبري الوراق (من الغرب ونهر النيل من الشمال وكوبري الساحل من الشرق وحي إمبابة من الجنوب.
وأحدث الطريق الدائري نقلة حضارية كبيرة بالوراق حيث ربطها بالطريق الزراعي والطريق الصحراوي والمحور ومصر الجديدة والهرم والمعادي ويوجد للوراق مدخلان على الطريق الدائري هما مدخل الكورنيش من كوبري الوراق ومدخل القومية العربية ويوجد للوراق كذلك منزل ومطلع من كوبرى الساحل وتقع الوراق على مسافة ليست بعيدة من ميدان التحرير وميدان رمسيس. ويخدم الوراق أربعة مواقف للأوتوبيس هي موقف وراق العرب وموقف وراق الحضر وموقف القومية العربية وموقف جزيرة محمد وتضم هذة المواقف أكثر من عشرين خطاً للأوتوبيس تريط الوراق بأحياء الجيزة والهرم والتحرير والعتبة ومدينة نصر والعباسية والدويقة والإمام الليثي والسيدة عائشة وجامع عمرو والدراسة. وخطوط الأتوبيس التي تخدم الوراق هي خط 111 جامع عمرو الوراق وخط 933 الوراق فيصل الهرم وخط 609 الوراق القلعة وخطوط 708 الوراق الحي الثامن الحي وخط 14 الوراق العمرانية وخط 86 وراق العرب تحرير السيدة عائشة وخط 989 وراق العرب العمرانية وخط 112 سقيل جزيرة محمد الوراق المنيب وخط 202 جزيرة محمد الوراق العتبة وخط 981 جزيرة محمد الوراق الهرم وخط 175 وراق العرب عتبة عباسية وخط 954 القومية عجوزة رمسيس عباسية جامعة الأزهر وخط 250 القومية شيرا البعوث وخط 196 القومية جامعة المطبعة وخطوط الميني باص خط رقم 10 الوراق شبرا الدراسة ورقم 101 وراق العرب زمالك رمسيس عباسية وخط رقم 73 القومية زمالك أحمد حلمي.
كما يخدم الوراق العديد من خطوط الميكروباص هي خط الوراق عتبة وخط الوراق تحرير وخط الوراق جبزة وخط الوراق رمسيس وخط الوراق شبرا الخيمة وحط الوراق اوسيم والوراق منشاة القناطر وخط الوراق السوق وخط سينما الوراق رمسيس وخط سينما الوراق الساحل وخط سينما الوراق امبابة وخط المعهد الديني ش العروبة القومية امبابة وخط شارع عشرة المرور وخط سنترال الوراق مدينة العمال. ويوجد بها أكثر من عشر كنائس ومنهم كنيسة الرسولية بالوراق وكنيسة العذراء مريم والملاك ميخائيل وكنيسة الشهيد العظيم مارمينا بسنترال الوراق و كنيسة العذراء بالوراق الملقبة بالاثرية و كنيسة مارجرجس بشارع 10

## أهم المعالم
ومن معالم الوراق معهد تيودور بلهارس للأبحاث أو «معهد الأبحاث» ذلك الصرح الطبي العظيم والوحيد في مصر والشرق الأوسط والذي يتوافد عليه المرضى من جميع محافظات مصر ويعمل المعهد في مجال مكافحة أمراض الكبد مثل البلهارسيا والالتهاب الكبدي الوبائي ويضم المعهد نخبة من العلماء الباحثين أطباء وبيولوجيين وصيادلة وكيميائيين ويضم قسم لأمراض الكبد والمناظير وجراحة المسالك البولية وعناية مركزة واشعة وعيادات خارجية وقد ساهمت الحكومة الألمانية في تجهيزات المعهد وافتتح قسم المعامل والعيادات الخارجية عام 1976 ثم افتتحت المستشفى بالكامل عام 1983 كما يوجد بالوراق مستشفى الوراق المركزي الجديدة وتم افتتاح العيادة الخارجية بمستشفى الوراق وحضر الافتتاح السيد المحافظ والسيد وزير الصحة وقد تكلفت هذ العيادات مبلغ وقدرة أربعة ملايين ونصف جنية والوحدة الصحية المتقدمة بوراق الحضر وتم مؤخرًا تزويدها بجهاز أشعة متطور ووحدة أسنان كاملة والوحدة الصحية بوراق العرب وتم مؤخرًا تزويدها بجهاز سونار والوحدة الصحية بجزيرة الوراق والوحدة الصحية بجزيرة محمد ومركز بحوث البيئة التابع لوزارة الصحة ومركز وراق الحضر الطبي الشامل وعشرات العيادات والمراكز الطبية والمستشفيات الخاصة مثل مستشفى النيل التخصصي ومستشفى الرحمة ومستشفى الفيروز ومستشفى الحكمة ومستشفى تبارك للأطفال ومستشفى د.مقبل للولادة ومستشفى ملك السلام للجراحة ومستشفى النور المحمدي، ومستشفى أبو نابل للجراحة ويقع على مسافة 2 كيلو متر فقط من الوراق صروح طبية عظيمة أخرى مثل مستشفى حميات امبابة ومستشفى التحرير العام ومستشفى امبابة العام ومعهد القلب القومي ومعهد السمع والكلام ومستشفى رمد امبابة ومعهد أبحاث الصدر والحساسية ومعهد الجهاز العصبي والحركي. كما يوجد بالوراق فروعا لأهم معامل التحاليل بمصر مثل معمل البرج ومعمل ساريدار كما يوجد بالوراق أكثر من مائة صيدلية.
ومن أهم معالم الوراق وزارة الري والموارد المائية وشركة غاز مصر التي تمد القاهرة والجيزة بالغاز وتم إدخال الغاز الطبيعي لجميع منازل الوراق. ومن معالم الوراق أيضا ومحطة مياه الوراق العملاقة التي تنتج مليون ومائتي ألف متر مكعب مياه يوميا وتغذي جميع أحياء الجيزة بالمياه حتي ميدان الرماية جنوبا وإلى أوسيم شمالا وجارب الآن تجديد جميع شبكات المياة بجميع شوارع الوراق، ويقع بالوراق مقر الشركة القابضة لمياه الشرب والصرف الصحي بالجيزة ويوجد بالوراق أيضا محطة صرف صحي ضخمة حيث تغطي الوراق شبكة صرف صحي حديثة أنشات عام 1990 وأشرف على إنشائها خبراء أمريكان وتخدم كذلك جميع مناطق شمال الجيزة. وافتتح وزير النقل مؤخرا ميناء طناش البري بالوراق والذي يستخدم في نقل البضائع من القاهرة للإسكندرية.
كما تضم منطقة طناش الصناعية أيضا العديد من المصانع الكبرى مثل مصنع النصر للمسبوكات ومصنع برزي ومصنع مصطفى علي ومصنع أوليمبك ومصنع شركة النصر للمواسير ومصنع الكرنك للبلاط الآلي ومصنع بويات تريكس، ومصنع الكراسي سابقاً.
ويوجد بالوراق قسم شرطة ومدرسة ثانوية حكومية ومدرسة لغات تجريبية هي مدرسة العلياء وعشرة مدارس ابتدائية وخمس مدارس إعدادية وجارى إنشاء مدرسة نور المعارف الابتدائية بجوار مدرسة مرجات ومدرسة الشروق الثانوية ومدرسة السادات الإبتدائية بجوار مجمع المدارس بسيدي عبد العزيز والعديد من المدراس الخاصة مثل مدرسة النجاح ومدرسة الوسيمي ومدرسة المدائن ومدرسة الأورمان ومدرسة طناش للتعليم الأساسي الإبتدائية والإعدادية ومدرسة طناش الإبتدائية القديمة ومدرسة نبع العلم ومدرسة التفوق ومدرسة مرجان ومدرسة الحمادي ومدرسة آل عمران ومدرسة الشريف ومدرسة الحداد ومدرسة الهدى ومدرسة الحرمين ومدرسة النور الإسلامية ومدرسة تبارك ومدرسة الأضواء.
وتم مؤخرا تطوير العديد من مدارس الوراق في مشروع تطوير مائة مدرسة ويوجد بالوراق أيضا معاهد أزهرية مثل معهد سيد مكاوي ومعهد جزيرة محمد ومعهد وراق العرب الأزهري ومعهد عثمان معن كما يوجد بالوراق مدرسة أجنبية فرنسية هي مدرسة الأرض الخضراء ومدرسة أجنبية إنجليزية هي مدرسة نايل كنجرو ومدرسة فندقية هي مدرسة الأورمان للفندقة والكمبيوتر.
ويوجد بالوراق أكثر من مائة مسجد وزاوية حيث يحكى تاريخيا أن أصل حي وراق العرب هم مجموعة من صحابة رسول الله صلى الله عليه وسلم وفدوا إلى مصر عام 21 هجرية بصحبة عمرو بن العاص بعض الصحابة منة الإقامة في هذة المنطقة والقيام بالزراعة فيها لخصوبة أرضها لوقوعها على شاطى النيل وأقاموا فيها بالفعل منذ ذلك التاريخ ويفسر ذلك كثرة الأضرحة بوراق العرب. وتفخر الوراق أنها أنجبت شيخ الأزهر الشيخ محمد أبو الفضل الجيزاوي والذي ولد بالوراق وتولّى مشيخة الأزهر من عام 1917 ميلادية حتى عام 1927.